# Черта (река)
Черта — река в Кемеровской области России. Впадает в Большой Бачат в 6 км от его устья по правому берегу. Длина реки составляет 23 км.
Река протекает по восточной окраине микрорайона Чертинский, входящего в состав города Белово Кемеровской области. В непосредственной близости от реки две шахты и другие промышленные предприятия. Повышенная загрязнённость дала реке второе местное название — Чернушка. Имеет левый приток — Большой Ключ.

## Данные водного реестра
По данным государственного водного реестра России относится к Верхнеобскому бассейновому округу, водохозяйственный участок реки — Иня, речной подбассейн реки — бассейны притоков (Верхней) Оби до впадения Томи. Речной бассейн реки — (Верхняя) Обь до впадения Иртыша.